# Famille Oláh
Oláh de Lánzsér (hu) et Talmács (lanzséri és talmácsi Oláh en hongrois) est le patronyme d'une ancienne famille de la noblesse hongroise. 

## Histoire
La famille est originaire de Valachie, le nom Oláh signifiant valaque en hongrois. Elle remonte à Manzilla de Argyes qui épouse Mária Hunyadi, sœur du Régent Jean Hunyadi et tante du roi Matthias Ier de Hongrie. Selon l'historien Iván Nagy, ce dernier Manzilla de Argyes pourrait être le fils de Dan Ier, prince de Valachie au XIVe siècle. Son fils Stoján (István) s'installe en Transylvanie, se convertit au catholicisme et est intégré à la noblesse hongroise. Il est lui-même le père du membre le plus éminent de cette famille, Miklós Oláh, prince-primat de Hongrie comme archevêque d'Esztergom (1554-1568). Ce dernier acquiert le domaine et château de  Lánzsér (hu) en 1553, toponyme que la famille Oláh ajoutera à son nom. Confirmation d'ancienne noblesse par le roi Ferdinand I en 1548 avec renouvellement d'armoiries.

## Principaux membres
- Peter Oláh (XIVe siècle-XVe siècle), brièvement Hospodar de Valachie.
- Máté Oláh (†1536), juge royal de Szászváros, haut responsable des mines de sel de Transylvanie, l'un des officiers principaux de la Chambre du sel (sókamara). Oncle du suivant.
- Miklós Oláh (1493-1568), prince-primat du royaume de Hongrie.
- László Oláh (hu) (1825-1857), avocat. Père du suivant.
- Gusztav von Oláh (1857-1944), psychiatre, conseiller ministériel et secrétaire d'Etat hongrois. Père du suivant.
- Gusztáv Oláh (1901-1956), directeur d'opéra, scénographe, récipiendaire du Prix Kossuth.

## Galerie

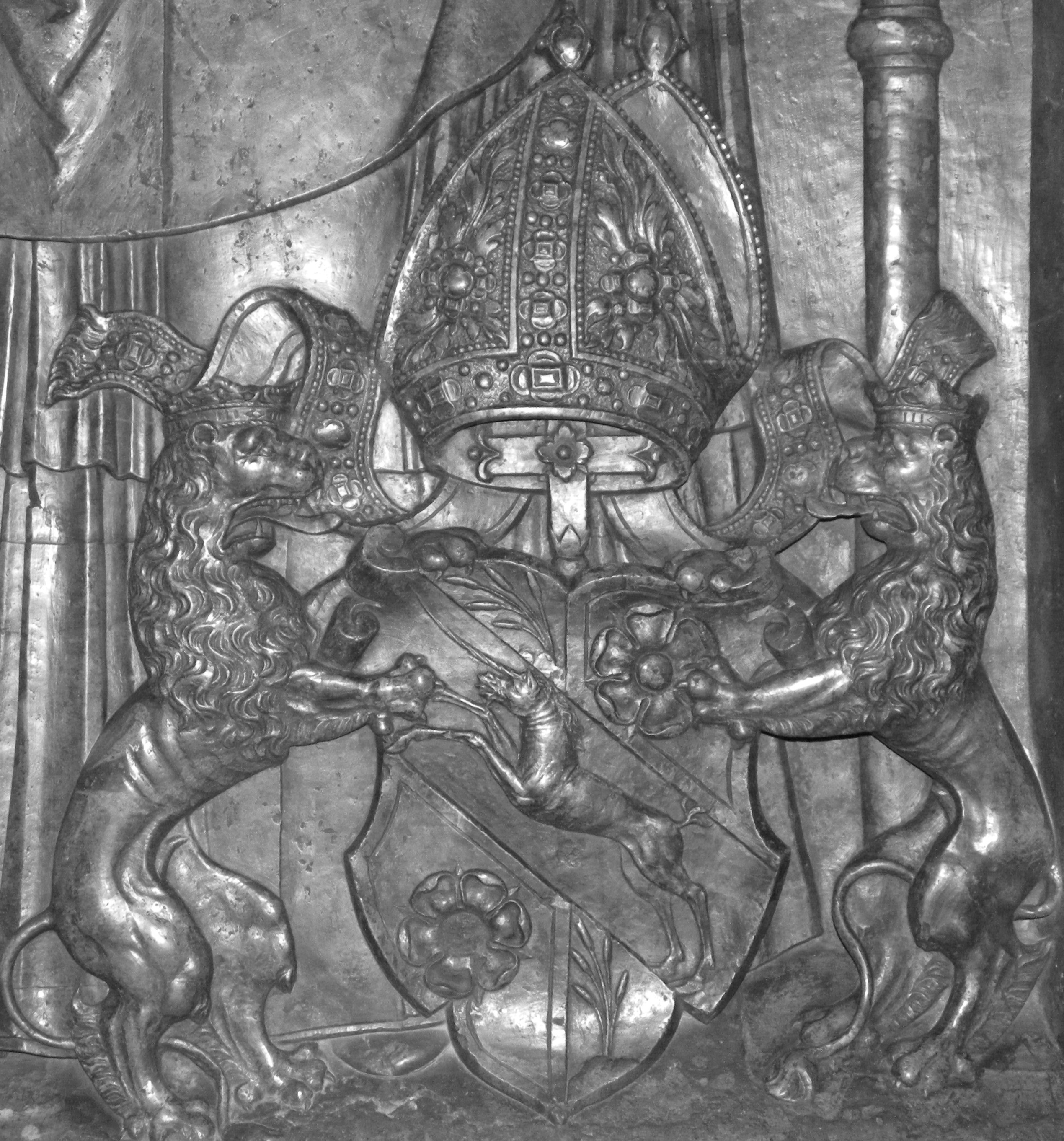
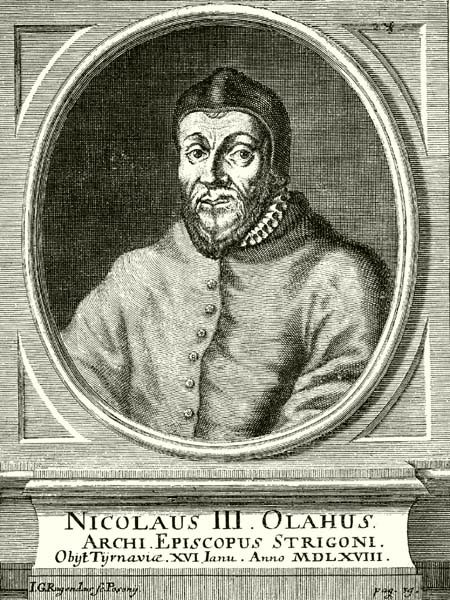
Mgr Oláh.
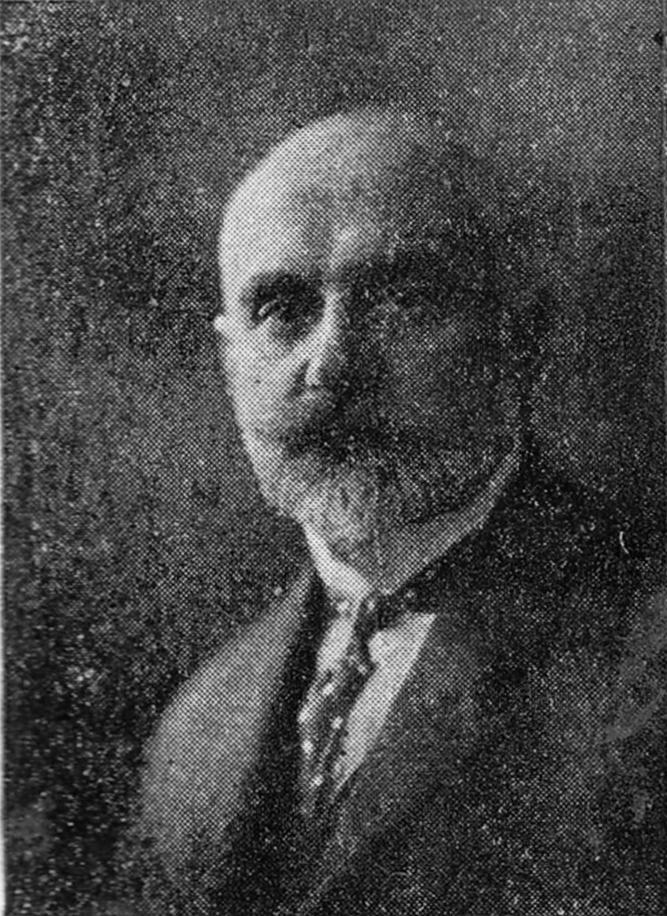
Dr. Gusztav von Oláh.
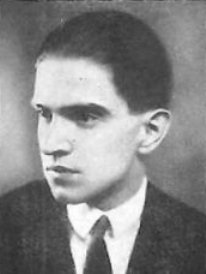
Gusztáv Oláh, directeur d'opéra.

## Liens, sources
- Iván Nagy: Magyarország családai, Budapest